# 胡兹达尔县

所在位置

胡兹达尔县(乌尔都语: خضدار )，巴基斯坦俾路支省的一个县，位于该省东部。1974年3月，析置自喀拉特县。县治位于胡兹达尔。

## 行政区划
胡兹达尔县分为5个乡。

## 教育
俾路支工程大学位于该县。